# Irina Nazarova
Irina Viktorovna Bagrjanceva-Nazarova (rusko Ирина Викторовна Багрянцева-Назарова), ruska atletinja, * 31. julij 1957, Kaliningrad, Sovjetska zveza.
Nastopila je na olimpijskih igrah leta 1980 in tam osvojila naslov olimpijske prvakinje v štafeti 4×400 m in četrto mesto v teku na 400 m.